# Gorowa (Sprache)
Gorowa (auch als Fiome, Goroa, Gorwaa und Ufiomi bekannt) ist eine südkuschitische Sprache, welche von 113'000 Personen im Kondoa-Distrikt und in der Manyara-Region in Tansania gesprochen wird.